# Hydroporus tibetanus
Hydroporus tibetanus är en skalbaggsart som beskrevs av Zaitzev 1953. Hydroporus tibetanus ingår i släktet Hydroporus och familjen dykare. Inga underarter finns listade i Catalogue of Life.